# Distintivo di astronauta degli Stati Uniti

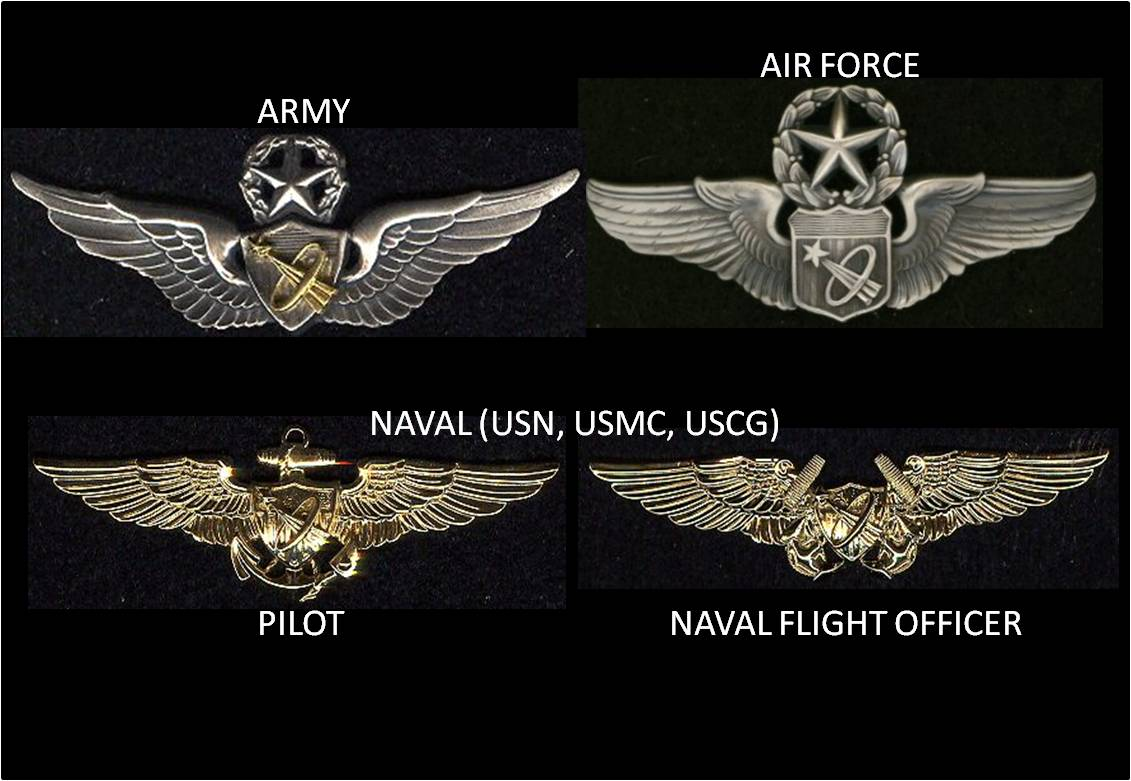
Distintivi di astronauta delle Forze Armate statunitensi

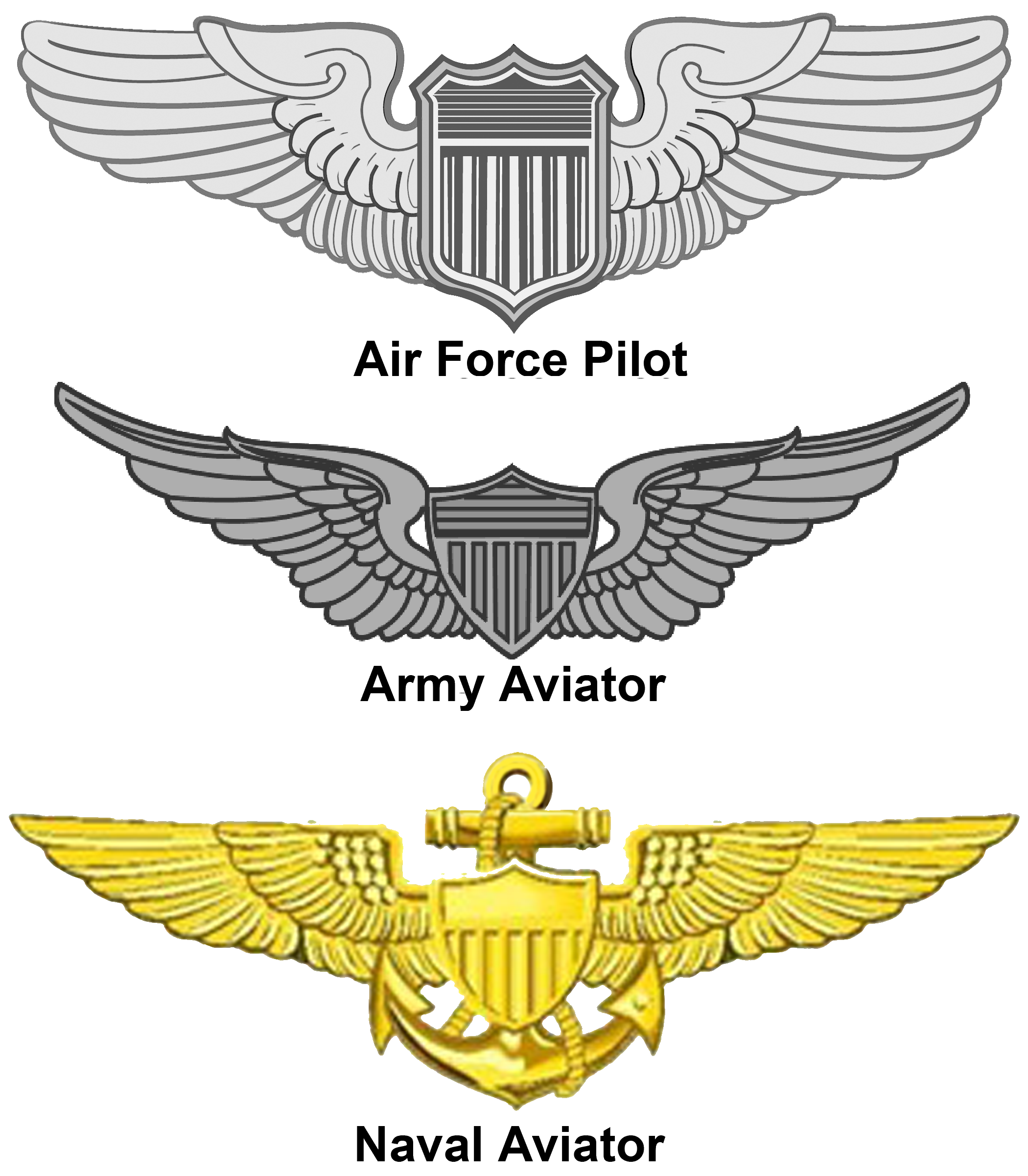
Distintivi di pilota senza device di astronauta

Il Distintivo di astronauta degli Stati Uniti (in inglese: United States Astronaut Badge) è un distintivo delle Forze Armate statunitensi assegnato ai piloti militari, agli aviatori navali, navigatori/osservatori/ufficiali dei sistemi di combattimento e medici di volo che hanno completato l'addestramento e hanno svolto un volo spaziale. Una variante del distintivo di astronauta, la spilla di astronauta, viene rilasciata agli astronauti civili che lavorano alla NASA.

## Eleggibilità
Per ottenere un distintivo da astronauta, un ufficiale dell'Esercito (USA), dell'Aviazione (USAF), della Marina (USN), del Corpo dei Marines (USMC) e della Guardia Costiera (USCG) deve completare l'addestramento di astronauta e partecipare ad un volo spaziale superando gli 80 km di altitudine. Negli anni '60, il Dipartimento della Difesa ha premiato con il distintivo di astronauta i piloti militari e civili che volarono con un aeromobile ad una quota superiore ad 80 km. Sette piloti dell'Aviazione e della NASA sono stati premiati con il distintivo di astronauta per aver eseguito un volo suborbitale sullo spazioplano X-15. I piloti collaudatori americani Mike Melvill e Brian Binnie sono stati premiati con il distintivo dalla Federal Aviation Administration (FAA) quando volarono nei voli suborbitali a bordo del SpaceShipOne. Tutti gli altri astronauti premiati con il distintivo di astronauta lo ottennero viaggiando nello spazio con altri veicoli spaziali.

## Distintivi militari

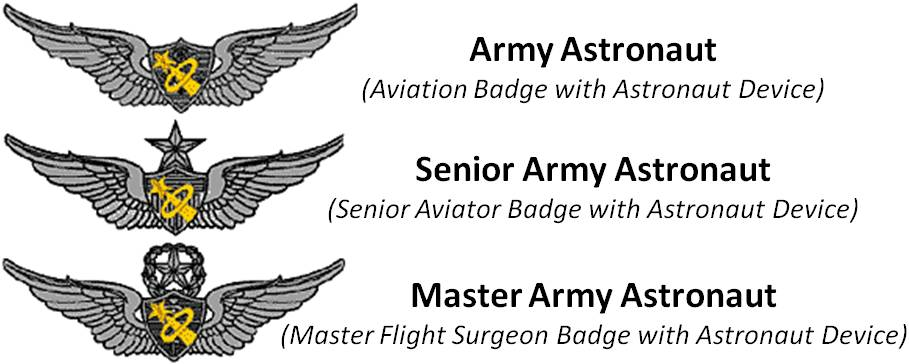

Ognuna delle forze armate possiede la propria versione del distintivo di astronauta, che consiste in un distintivo di pilota con il device di astronauta (stella cadente circondata da un'ellittica) centrato sullo scudo. Mentre la Marina ha un solo grado del distintivo, gli astronauti dell'Aviazione e dell'Esercito possono ottenere tre distintivi diversi, a seconda del grado che hanno nella forza armata: Basic, Senior e Command (Aviazione)/Master (Esercito).

### Astronauti dell'Esercito
Il distintivo di astronauta viene rilasciato dall'Esercito ai piloti, ai medici di volo e ai membri degli equipaggi aerei (Aircrew) che si qualificano come astronauti. Agli astronauti dell'Esercito che devono ancora partecipare ad una missione spaziale e non hanno ricevuto precedentemente nessun distintivo di pilota gli viene assegnato il distintivo di membro degli equipaggi aerei. Il distintivo di astronauta dell'Esercito è stato approvato il 17 maggio 1983.
La versione nera del distintivo e il suo equivalente cucito possono essere indossati sulla Army Combat Uniform (ACU) mentre quella in metallo viene indossato sull'uniforme ufficiale. Si ritiene che sia il più raro distintivo emesso dall'Esercito degli Stati Uniti.

### Astronauti dell'Aviazione militare
Il distintivo di astronauta dell'Aviazione è costituito da un Distintivo di pilota su cui è centrato il Device di astronauta. Il distintivo di astronauta dell'Aviazione viene assegnato dal Capo di Stato Maggiore dell'Aeronautica dopo un'applicazione scritta al completamento di una missione spaziale. Il distintivo di Osservatore è usato per gli Specialisti di Missione dell'USAF che completano l'addestramento ma non una missione e non possono essere classificati come pilota militare, pilota RPA, ufficiale di sistemi di combattimento/navigatore/osservatore o medico di volo. Nel 2007, l'Aviazione ha annunciato la candidatura di Specialisti di missione astronauti al personale arruolato che soddisfaceva determinati requisiti.
Questi requisiti includono: 
- Essere in servizio attivo nell'Aviazione statunitense
- Essere un cittadino degli Stati Uniti
- Avere almeno una laurea tra ingegneria, matematica, scienze biologiche o scienze fisiche, con 3 anni di esperienza
- Superare un test fisico di Class II
- Essere alti tra 1,57 m e 1,90 m

Nessun distintivo di astronauta enlisted è stato ancora emesso.

### Astronauti della Marina, Corpo dei Marines e Guardia Costiera
I distintivi di astronauta navale sono rilasciati in un solo grado ad Aviatori navali e Ufficiali di volo navali dalla Marina, del Corpo dei Marines e della Guardia Costiera. Tuttavia, la Guardia Costiera rilascia solo la versione di ufficiale di volo navale ai suoi astronauti.

## Distintivi civili
La NASA consegna una spilla agli astronauti civili che partecipano ad una missione spaziale americana.
La Federal Aviation Administration concede le ali di astronauta commerciale ai piloti commerciali che hanno effettuato un volo spaziale. Due persone hanno guadagnato le ali commerciali nel 2004, e altri due equipaggi hanno ottenuto le ali dal 2018. Il design delle ali è cambiato prima dei voli del 2018.

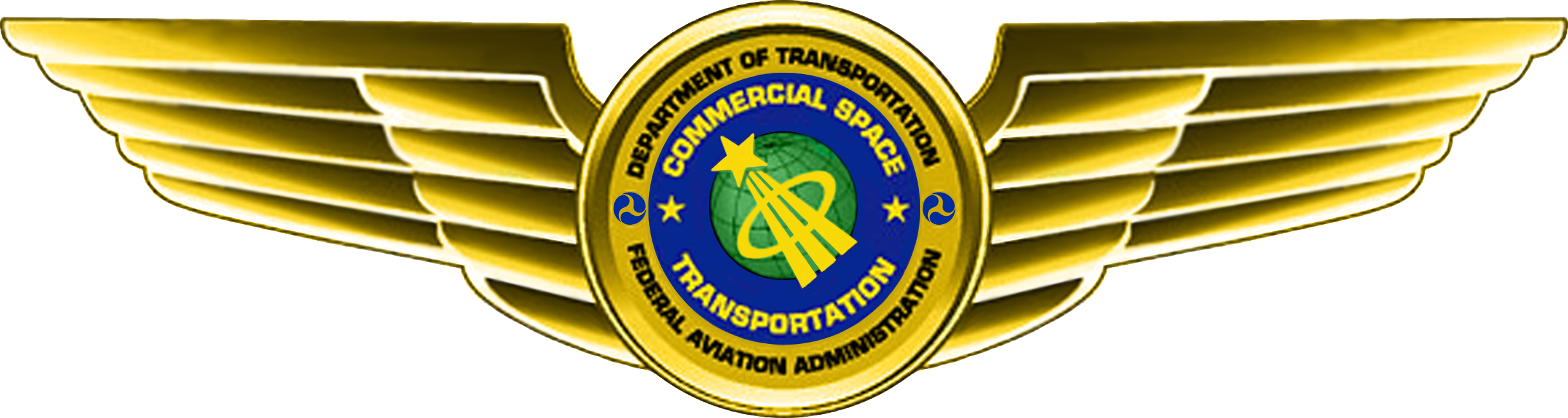
Ali di astronauta commerciale nel 2004
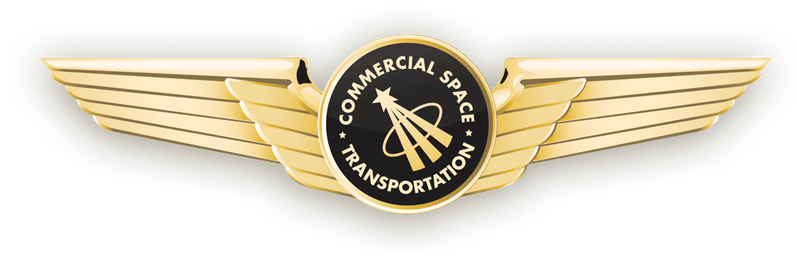
Ali di astronauta commerciale nel 2018

## Spille degli astronauti NASA
Una spilla da astronauta viene rilasciata a tutti gli astronauti della NASA, sia militari che civili, nonostante venga indossata solo su abiti civili. La spilla viene rilasciata in due gradi, argento e oro, dove la spilla d'argento viene assegnata ai candidati che hanno completato con successo l'addestramento di base e la spilla d'oro agli astronauti che hanno effettivamente volato nello spazio. Agli astronauti appena diplomati vengono regalate le spille d'argento, ma sono tenuti ad acquistare le spille d'oro al costo di circa 400 dollari.
Una spilla unica è stata creata per l'astronauta della NASA Deke Slayton nel 1967. Era una spilla dorata, come quelle date agli astronauti che hanno partecipato ad un volo spaziale, e aveva un piccolo diamante incastonato nella stella. È stata creata su richiesta dell'equipaggio dell'Apollo 1 come tributo al lavoro di Slayton alla NASA. All'Ufficio astronauti tutti pensavano che Slayton non sarebbe mai andato nello spazio (a causa della sua fibrillazione atriale parossistica; in seguito avrebbe volato a bordo della Apollo-Sojuz) e come ringraziamento per essere il Capo dell'ufficio astronauti avrebbe dovuto indossare una spilla dorata invece che una d'argento. Visto che sapevano che Slayton si sarebbe rifiutato di indossare la stessa spilla d'oro degli astronauti veterani, è stato aggiunto un diamante. La spilla avrebbe dovuto volare a bordo dell'Apollo 1, e poi consegnata a Slayton dopo la conclusione della missione. Tuttavia, l'equipaggio dell'Apollo 1 morì in un incendio durante un'esercitazione il 27 gennaio 1967 e la spilla gli fu poi consegnata dalle tre vedove dell'equipaggio morto come segno di condoglianze. Questa spilla d'oro con il diamante volò sulla Luna a bordo dell'Apollo 11 nel luglio 1969.
La spilla d'argento di Clifton Williams è stata portata sulla superficie della Luna e lasciata lì dall'astronauta Alan Bean durante Apollo 12 nel 1969.

## Targhette sulle tute

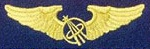
Distintivo dorato in tessuto di astronauta civile della NASA

Nelle tute di volo e in passato nelle tute ACES gli astronauti portano una targhetta con il proprio nome e la versione cucita del distintivo di astronauta citati precedentemente. Nelle targhette degli astronauti che non hanno ancora volato può essere riportato il distintivo di pilota o delle altre categorie sopraelencate senza il device di astronauta. Un'altra differenza con i distintivi militari che sono tutti in metallo, nelle tute di volo i distintivi in tessuto sono dotati di colori differenti a seconda della forza armata di provenienza e, per i civili, se hanno svolto o meno missioni spaziali:
| Targhetta  | Sfondo targhetta | Colore cucitura | Corpo                                        |
| ---------- | ---------------- | --------------- | -------------------------------------------- |
| JOHN SMITH | blu              | argento         | United States Air Force (Aviazione)          |
| JOHN SMITH | blu              | argento         | United States Army (Esercito)                |
| JOHN SMITH | blu              | oro             | United States Navy (Marina)                  |
| JOHN SMITH | blu              | oro             | United States Coast Guard (Guardia Costiera) |
| JOHN SMITH | rosso            | oro             | United States Marine Corps (Marines)         |

Per gli astronauti civili invece il distintivo è formato dalle ali da aviatore con l'aggiunta al centro del device di astronauta o dello stemma NASA sullo sfondo blu.
Per quanto riguarda i colori invece per i civili non esiste una regola precisa, di solito vengono usate le cuciture argentate per gli astronauti che non hanno ancora volato e quelle dorate per gli altri, come succede per le spille di astronauta, ma questa regola non viene sempre rispettata. Ci sono delle eccezioni per i membri appartenenti ai SEAL della Marina e agli ufficiali di sommergibili che utilizzano i loro rispettivi simboli.

## Galleria d'immagini

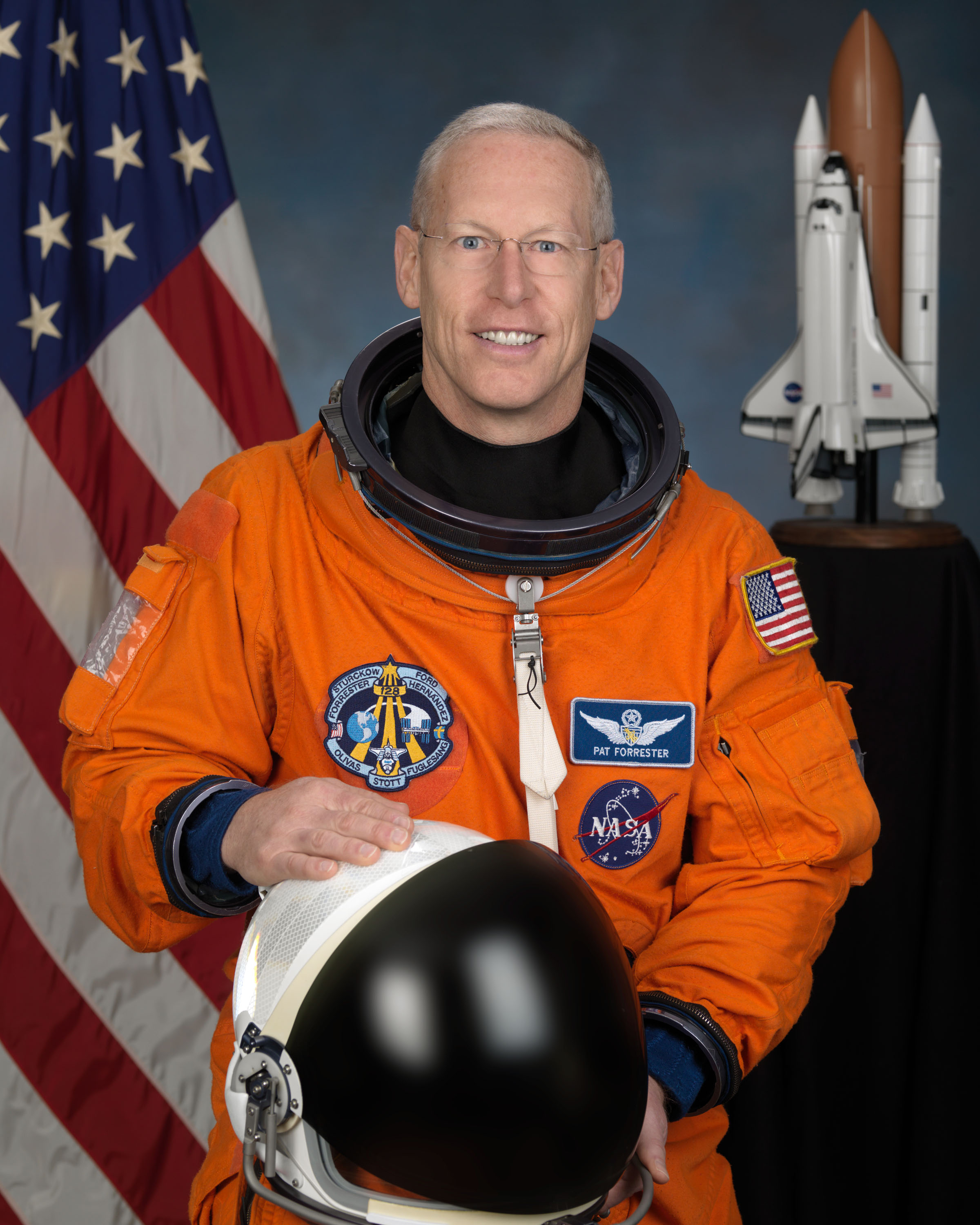
Aviatore dell'USA (Master) con device
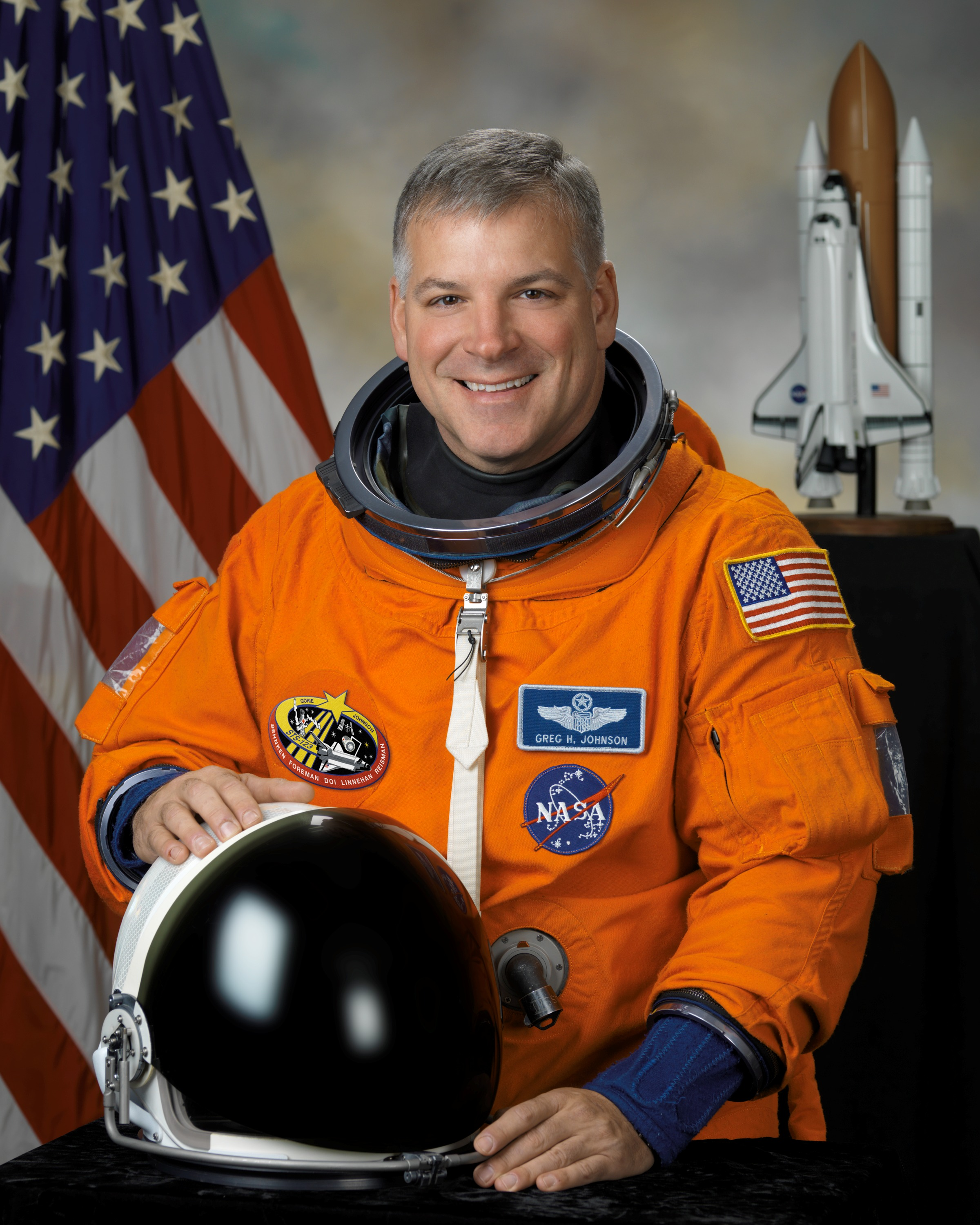
Aviatore dell'USAF (Command) con device
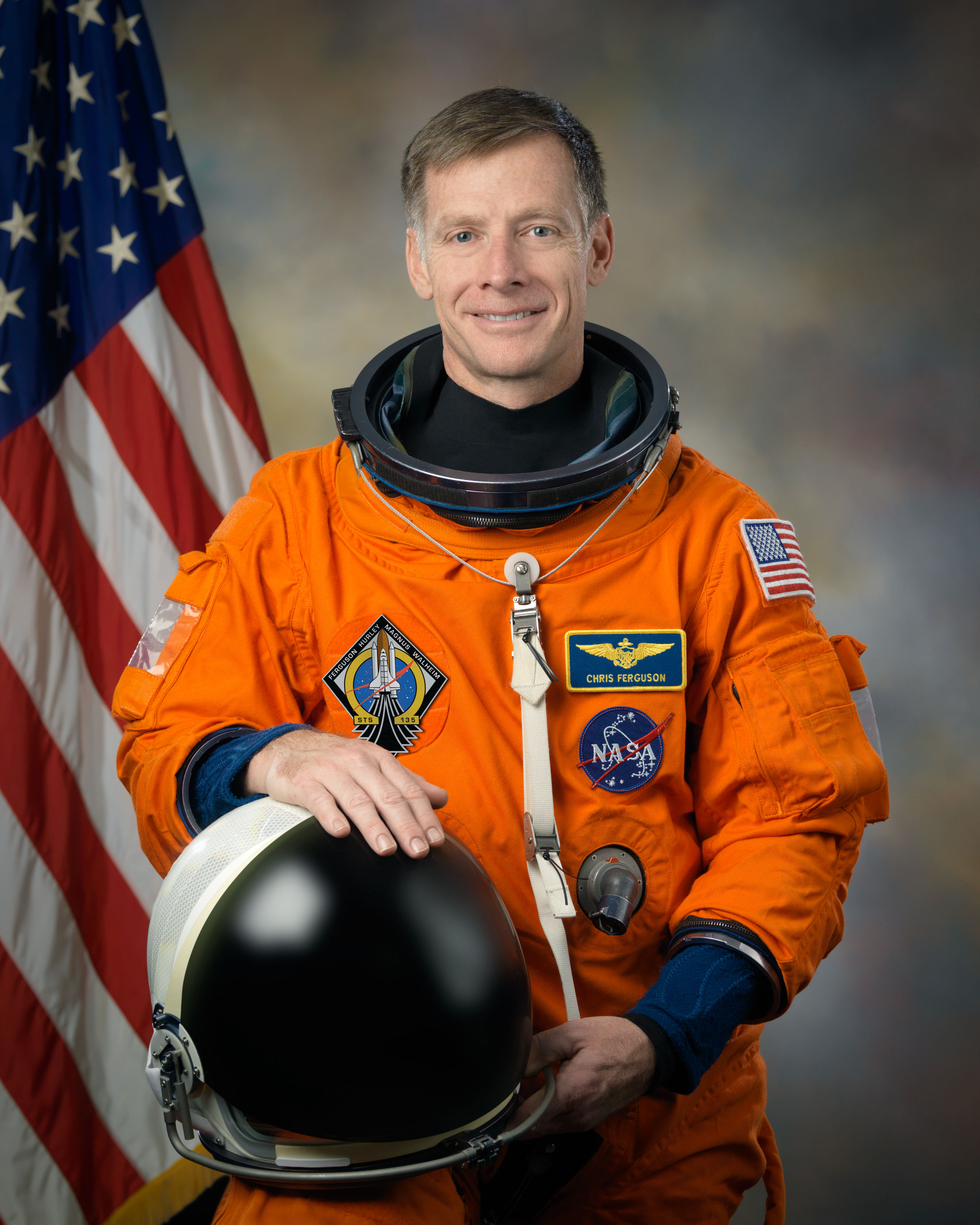
Aviatore della USN con device
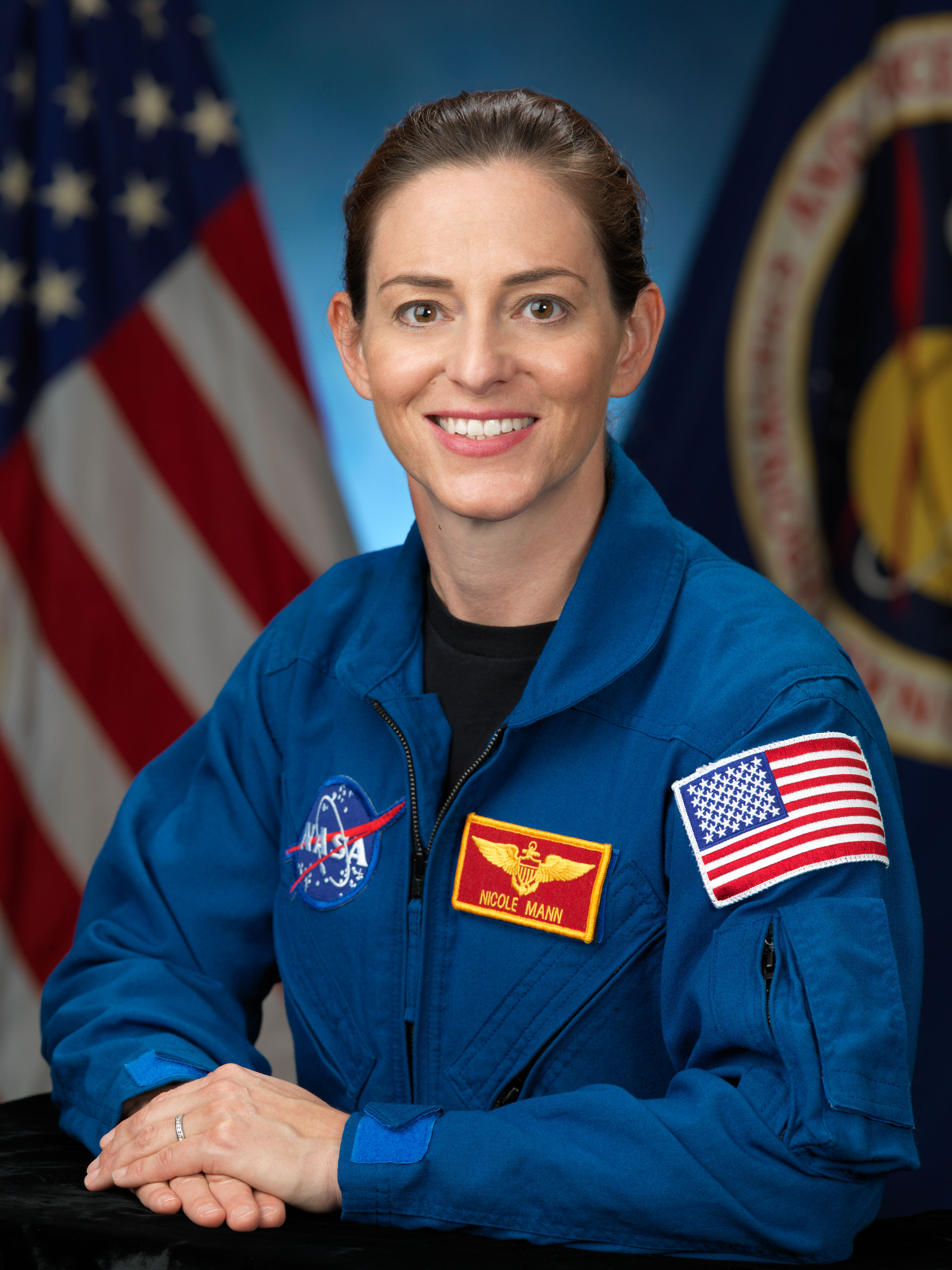
Aviatore del USMC senza device
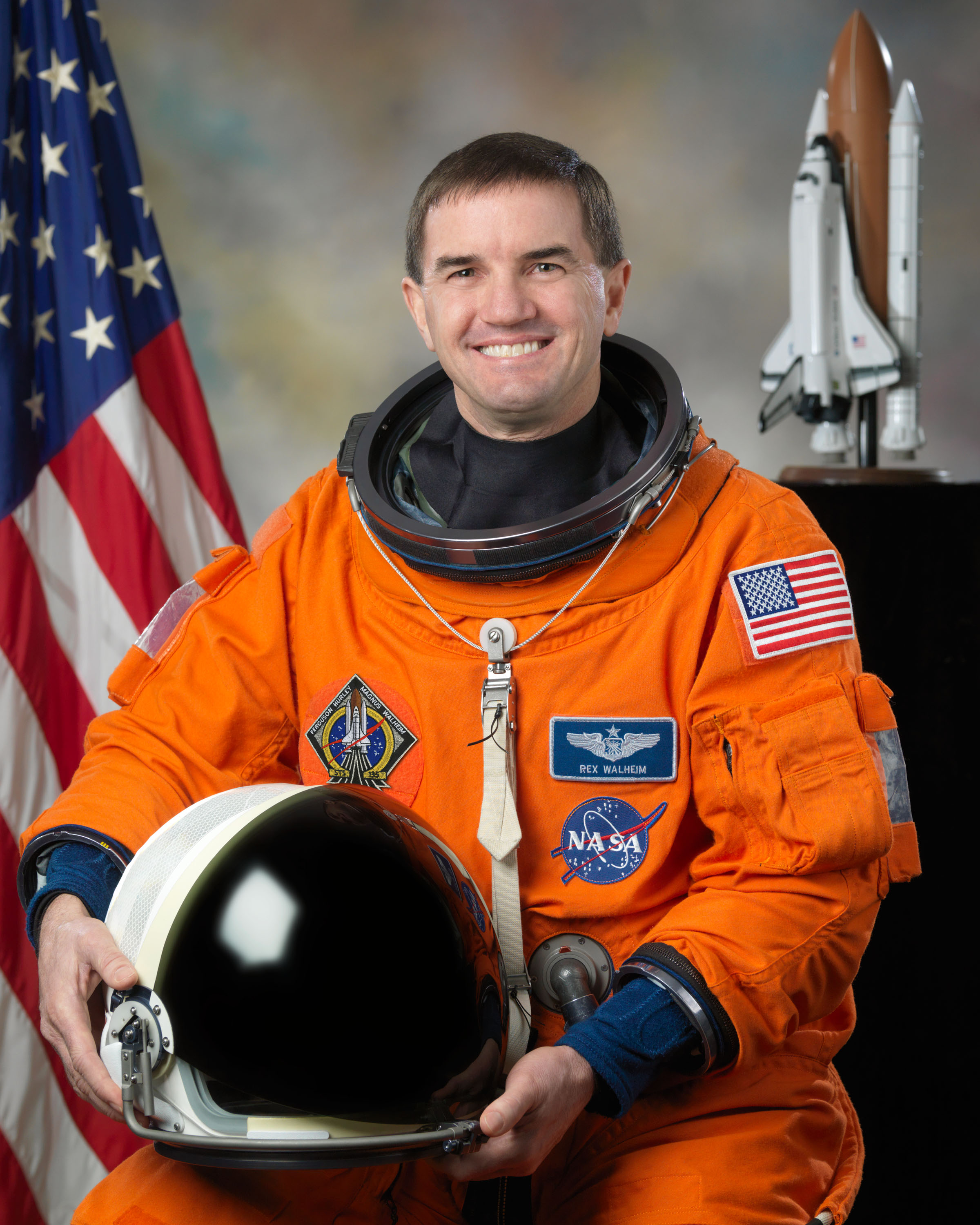
Navigatore dell'USAF con device
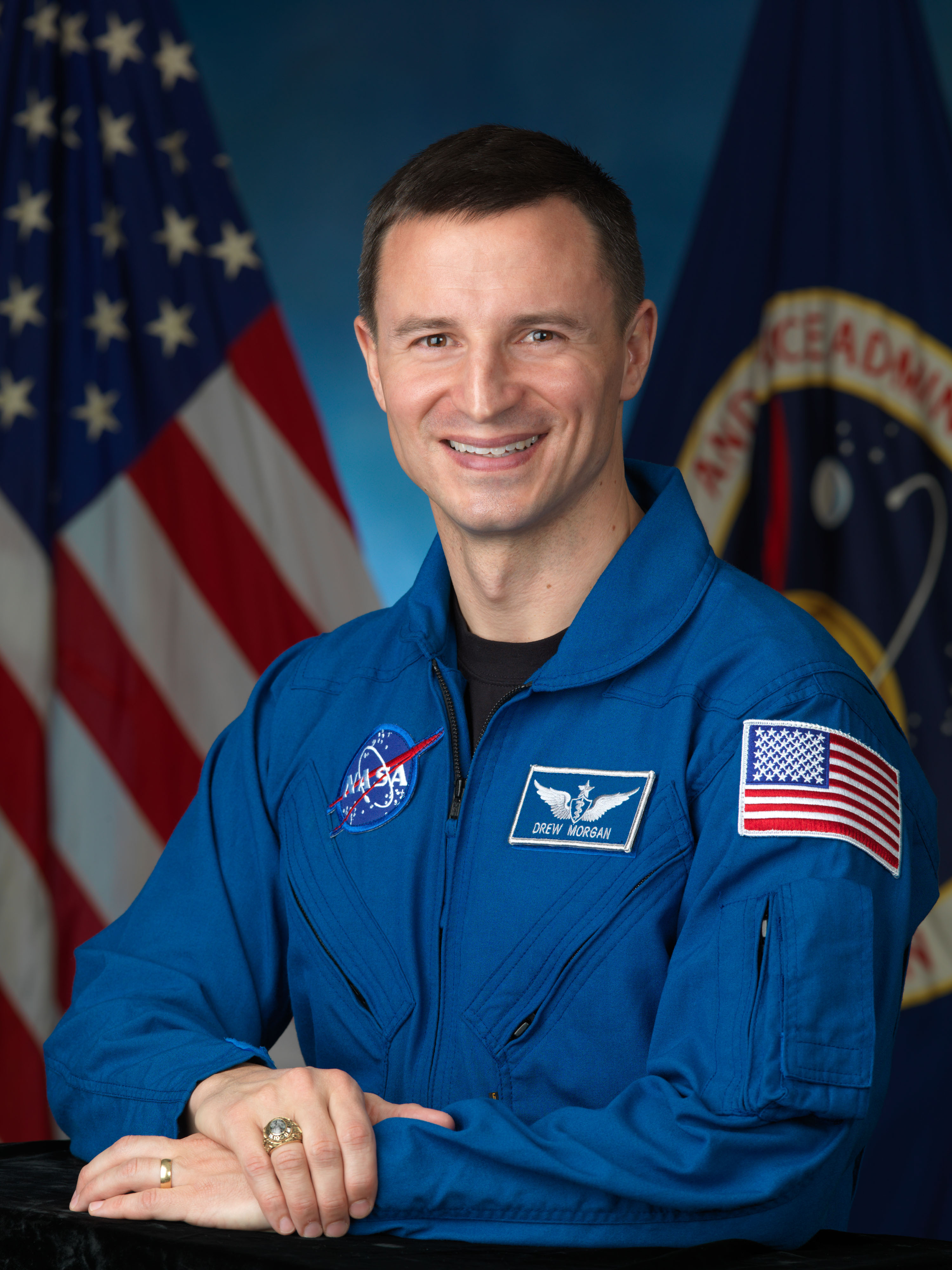
Medico dell'USA senza device
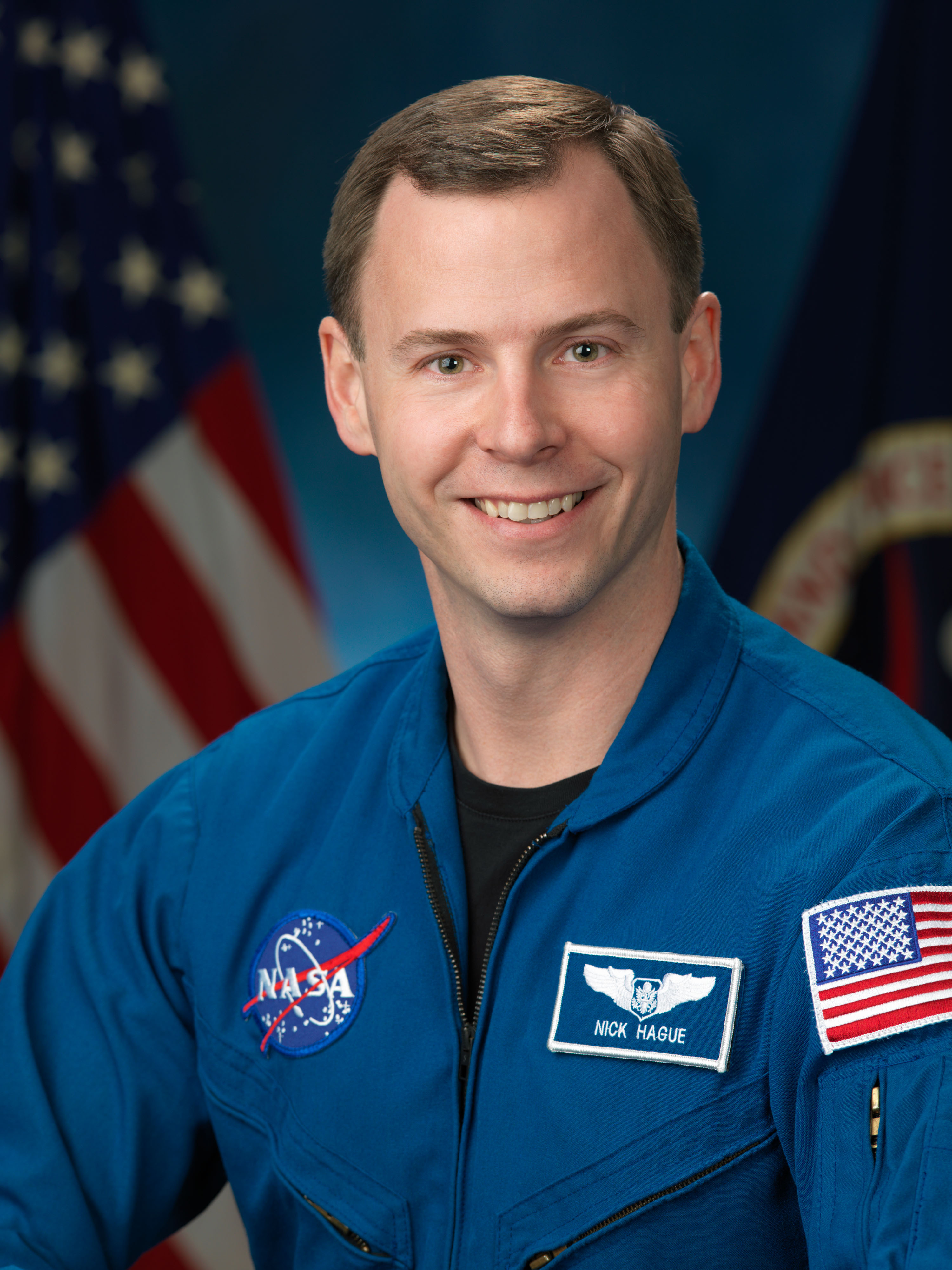
Ufficiale equipaggio aereo dell'USA senza device
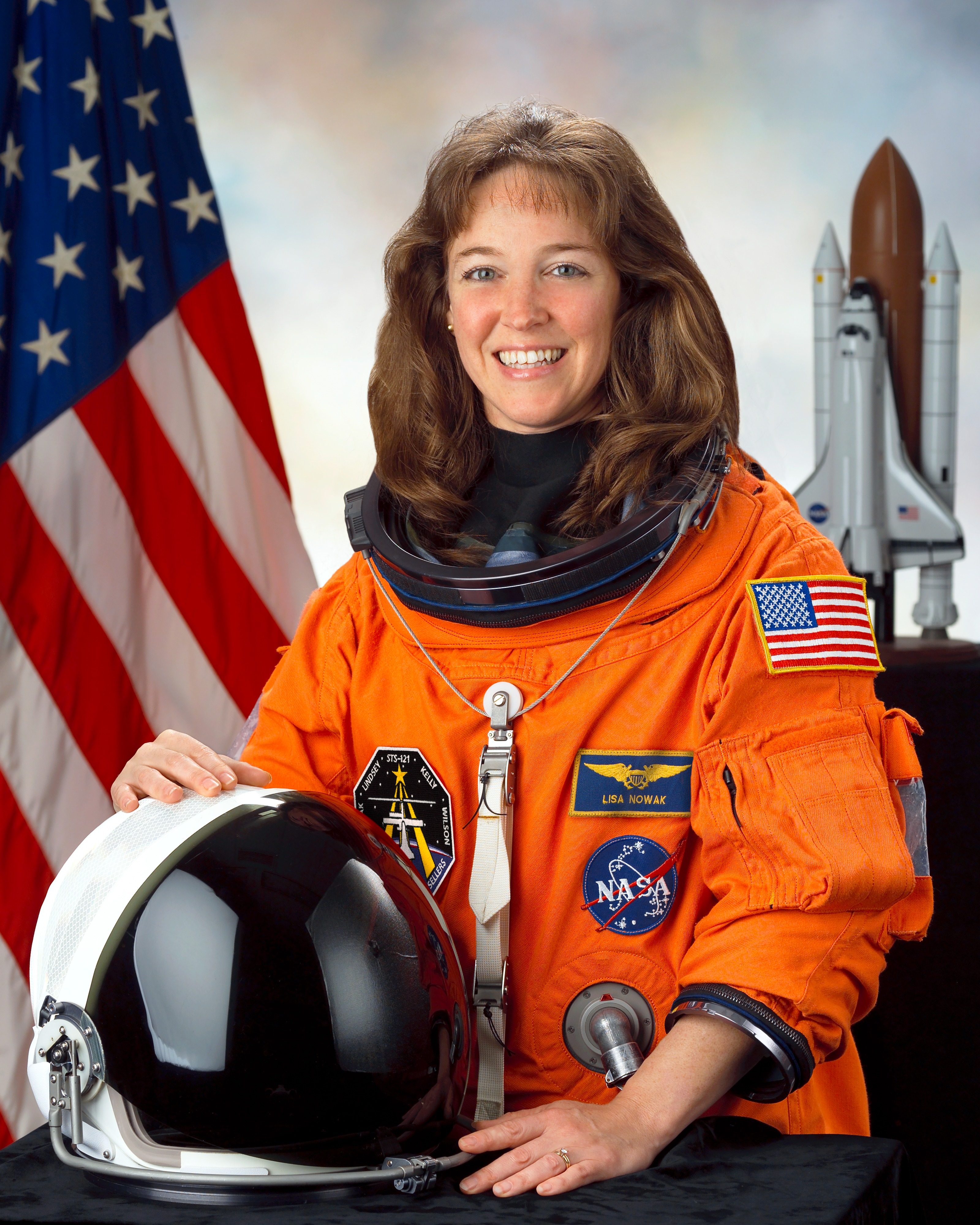
Ufficiale navale senza device
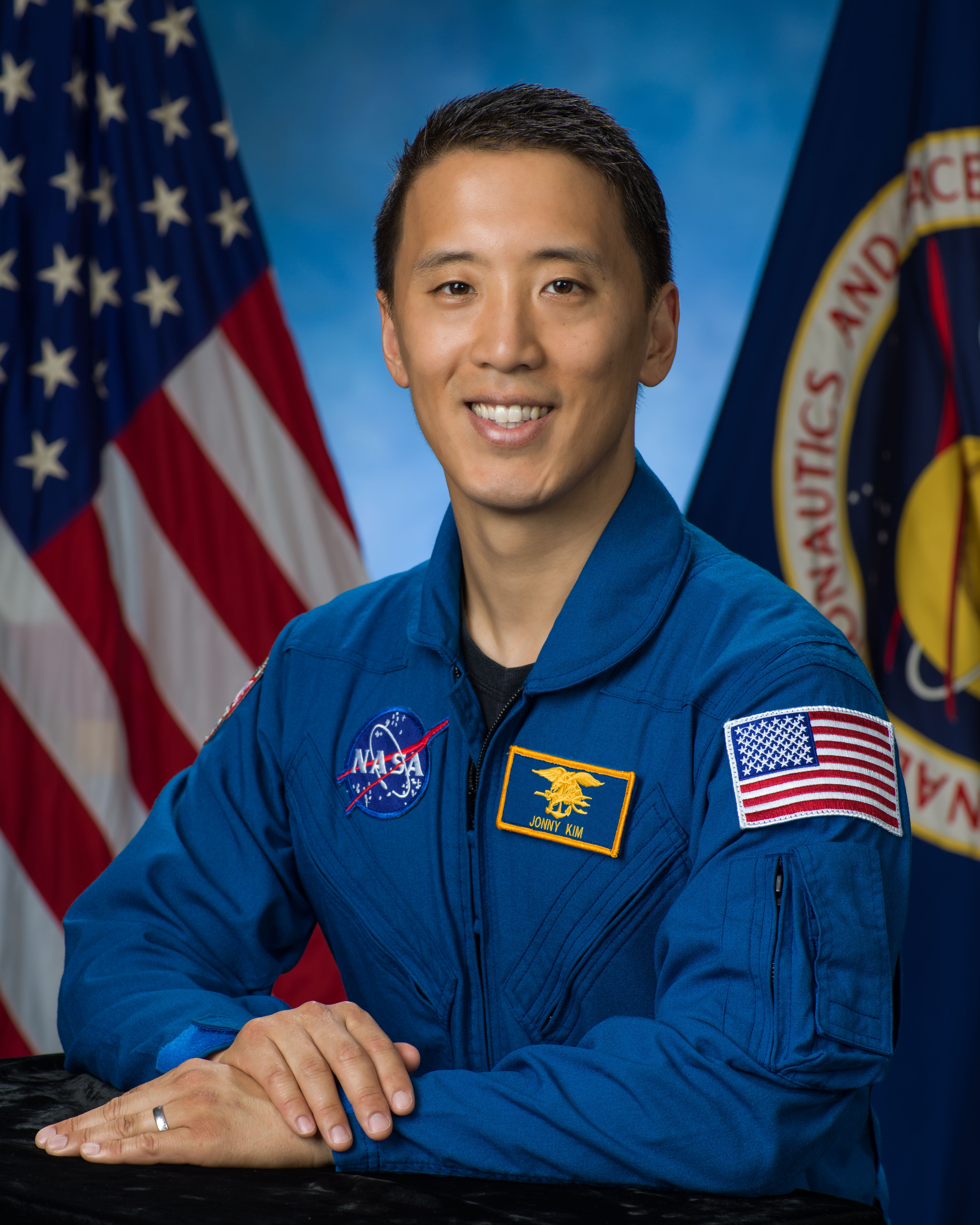
SEAL della USN
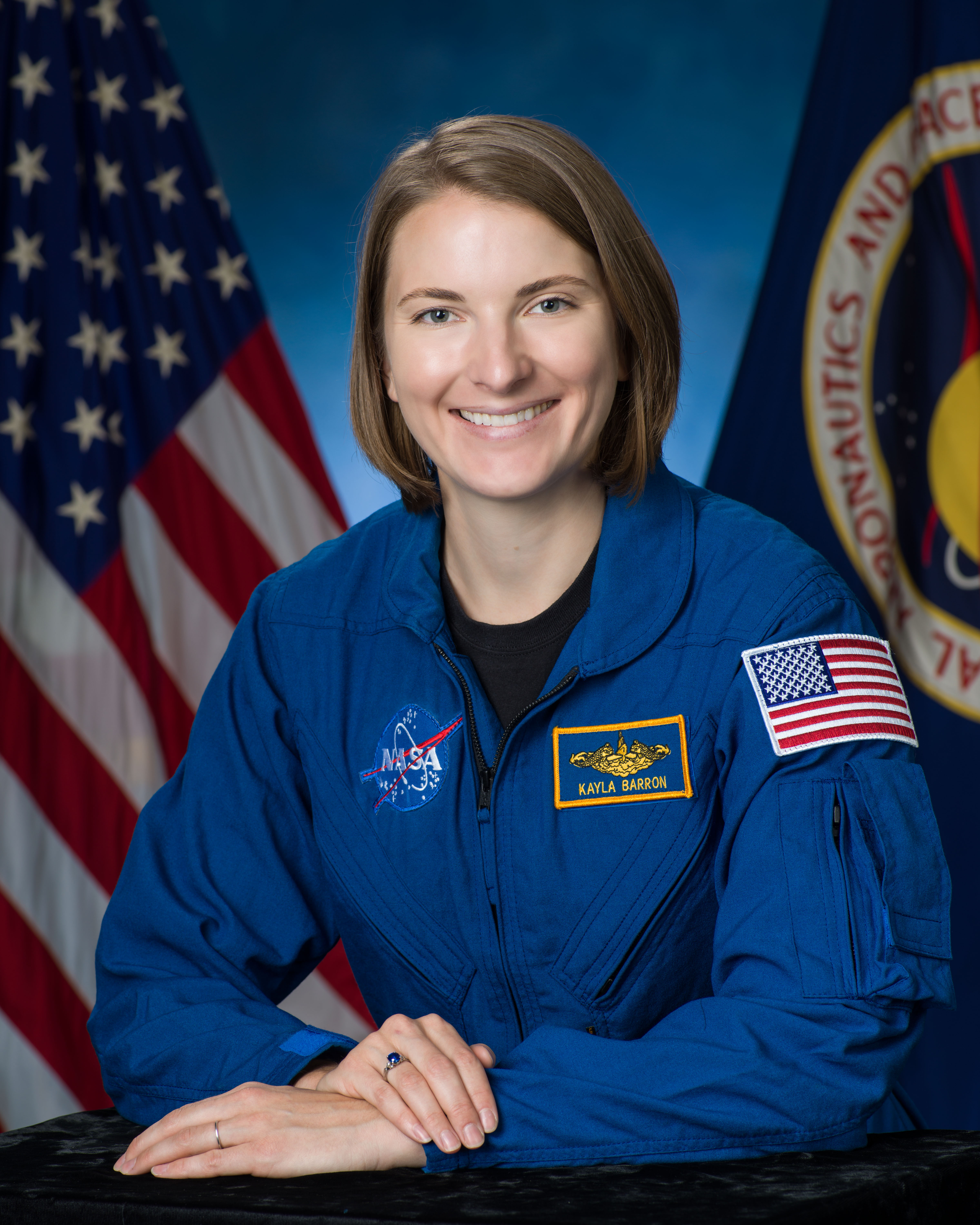
Ufficiale sottomarino della USN